# Driss Maazouzi
Driss Maazouzi (* 20. Oktober 1969 in Meknès) ist ein französischer Mittel- und Langstreckenläufer marokkanischer Herkunft, der vor allem im 1500-Meter-Lauf erfolgreich war.

## Leben
Noch für sein Heimatland Marokko startend, belegte er bei den Olympischen Spielen 1996 in Atlanta den zehnten Platz über 1500 Meter. Ein Jahr später gewann er bei den Mittelmeerspielen in Bari auf derselben Distanz die Goldmedaille, während er bei den Weltmeisterschaften 1997 in Athen im Halbfinale ausschied. Bei den Weltmeisterschaften 1999 in Sevilla wurde er Achter.
Obwohl Maazouzi bereits 1996 die französische Staatsbürgerschaft angenommen hatte, erhielt er erst im August 2000 das internationale Startrecht für Frankreich. Kurze Zeit später belegte er bei den Olympischen Spielen in Sydney den elften Rang über 1500 Meter.
Einen der größten Erfolge seiner Karriere feierte Maazouzi bei den Weltmeisterschaften 2001 in Edmonton. Dort gewann er im 1500-Meter-Lauf mit einer Zeit von 3:31,54 min die Bronzemedaille hinter Hicham El Guerrouj und Bernard Lagat. 2003 wurde er dann in Moskau Hallenweltmeister über 1500 Meter. In einer Zeit von 3:42,59 min konnte er Lagat diesmal knapp schlagen.
Daneben wurde Maazouzi von 1995 bis 2001 siebenmal in Folge Französischer Meister im 1500-Meter-Lauf. Im Crosslauf gewann er fünf nationale Meistertitel auf der Kurzstrecke (1998–2000, 2002, 2008) sowie bei den Crosslauf-Europameisterschaften 2004 und 2005 jeweils die Bronzemedaille auf der Langstrecke.
Driss Maazouzi hat bei einer Körpergröße von 1,80 m ein Wettkampfgewicht von 65 kg.

## Bestleistungen
- 800 m: 1:46,3 min, 5. Juni 1996, Caluire-et-Cuire
- 1500 m: 3:31,45 min, 19. Juli 2002, Monaco
- 3000 m: 7:36,21 min, 29. Juli 1998, Paris
- 5000 m: 13:30,34 min, 8. Juni 2002, Sevilla